# Motoko Ōbayashi
Motoko Ōbayashi (大林素子, Ōbayashi Motoko), née le 15 juin 1967 à Kodaira, est une joueuse de volley-ball japonaise connue pour avoir participé à trois reprises aux Jeux olympiques. Une fois à la retraite, elle devient actrice, jouant principalement pour le théâtre.

## Biographie
Lors de son enfance, Ōbayashi rêve de devenir idole, notamment d'interpréter des rôles féminins dans la revue Takarazuka, mais du fait de sa grande taille, elle se tourne vers un autre rêve, le volley-ball, qu'elle découvre au travers de la série Les Attaquantes ; elle commence à jouer au volley-ball au collège.
Elle vivait à proximité du terrain d'entraînement de l'équipe féminine de volley-ball de la société Hitachi ; elle contacte l'entraîneur de l'équipe, Shigeo Yamada, dans l'espoir d'obtenir un autographe de ses idoles, Yumi Maruyama et Yuko Mitsuya. Elle est au contraire invitée à participer aux entraînements. Après avoir terminé le lycée en 1986, elle intègre l'équipe Hitachi. Deux ans plus tard elle participe aux Jeux olympiques de Séoul, puis de Barcelone en 1992 et enfin ceux d'Atlanta en 1996.
Elle prend sa retraite en 1997 ; Ōbayashi revient alors à son premier rêve, et devient actrice pour le théâtre.